# Красненська селищна територіальна громада
Красненська селищна громада — територіальна громада в Україні, в Золочівському районі Львівської області. Адміністративний центр — селищі Красне.
Площа громади — 215,7 км², населення — 16 951 мешканців (2020).

## Утворення громади
Красненська селищна територіальна громада Золочівського району Львівської області утворена у 2020 році внаслідок Постанови Верховної Ради України від 17 липня 2020 року «Про утворення та ліквідацію районів» та розпорядження Кабінету Міністрів України від 12 червня 2020 року №718-р «Про визначення адміністративних центрів та затвердження територій територіальних громад Львівської області», на базі територій Красненської селищної та Андріївської, Балучинської, Бортківської, Задвір’янської, Куткірської, Полтв’янської, Сторонибабської та Утішківської сільських рад.
Красненська селищна територіальна громада межує з Золочівською громадою (на сході, північному сході, південному сході та півдні), Буською громадою Золочівського району (на півночі, північному заході та північному сході), Глинянською громадою Золочівського району (на півдні та південному заході) та Новояричівською громадою Львівського району (на заході та північному заході).

## Населені пункти
У складі громади 1 смт (Красне) і 17 сіл:
- Андріївка
- Балучин
- Безброди
- Богданівка
- Бортків
- Задвір'я
- Куткір
- Мала Вільшанка
- Острів
- Острівчик-Пильний
- Петричі
- Полоничі
- Полтва
- Русилів
- Скнилів
- Сторонибаби
- Утішків

## Старостинські округи
Hа території громади утворено два старостинських округи: 
| Старостинський округ                   | Центр        | Населені пункти                |
| -------------------------------------- | ------------ | ------------------------------ |
| Задвір’янський старостинський округ №1 | с. Задвір'я  | Богданівка Полоничі Полтва     |
| Андріївський старостинський округ №2   | с. Андріївка | Бортків Мала Вільшанка Скнилів |

Селами, які не входять до старостинських округів опікуються діловоди та спеціалісти селищної ради. 

## Географія
Центр громади селище Красне знаходиться в західній частині Золочівського району Львівської області за 24 км від районного центру і за 44 км від обласного центру. Розташоване на берегах річки Гологірки (басейн Західного Бугу), яка протікає з південного сходу на північний захід по Красненсько-Вільшанецькій рівнині, що входить до складу зони Малого Полісся та впадає у річку Полтва. Віддаль до найближчого Чорного моря близько 600 км (у районі Одеси), а до державного кордону з Польщею (у районі міста Белз) – 70 км.
Зі сходу на північний захід територіальної громади протікає річка Західний Буг, а з південного заходу на північ протікає річка Полтва, яка уже на території сусідньої Буської громади впадає у Західний Буг. 
Клімат — помірно-континентальний, з теплим вологим літом і м’якою хмарною зимою з частими відлигами. 
Через Красне та п'ять сіл громади проходить головна електрифікована залізнична магістраль, котра з’єднує Львів з іншими містами України, а також із сусідніми державами (Польщею – у напрямку на захід; Словаччиною та Угорщиною – у напрямку на південний захід; країнами Балтії, Росією та Білоруссю– у напрямку на північ і схід). Шосейні дороги з’єднують з районним центром та центрами сусідніх територіальних громад: Золочів, Буськ, Глиняни, Перемишляни.

## Інфраструктура та промисловість
На території громади функціонують 6 закладів дошкільної освіти, 13 закладів загальної середньої освіти, ДЮСШ «Авангард», КНП «Красненська міська лікарня», 4 амбулаторії загальної практики - сімейної медицини, 11 фельдшерсько-акушерських пунктів, 16 Народних домів, 16 бібліотек, комунальне підприємство «Красненське СКП», комунальна установа «Місцева пожежна охорона». 
Промисловість територіальної громади представлена насамперед переробними підприємствами. Основна галузь — харчова. 
Основні підприємства: 
- Сторонибабський спиртовий завод (ДП Укрспирт)
- ПрАТ «Красненський КХП»
- ТзОВ «Бусол»
- СТ «Капелька»
- ТзОВ «Західний Буг»
- ПП «Краснебрук»
- ПП «ТЕРРА-ПАК»
- ВТК ПП «ПОЛІЕКСТРУЖЕН»
- приватні підприємства з виготовлення надмогильних пам’ятників та інші.[3]

Велоінфраструктура відстутня.